# 和寶國際
和寶國際集團有限公司（除牌當時為0039.HK）-- 前香港主版上市公司，創辦於1986年，由前香港商人黃楚和創立，主要業務生產手袋及乳品業務。
公司由2004年11月起因發生財政問題暫停買賣，到2005年恢復上市買賣，被民營企業家路嘉星收購，由生物動力取代上市。

## 和寶案
在2001年期間，黃楚和串謀和其他有關人士詐騙，包括虛假交易、做假帳等。而在2006年7月20日，法庭裁定黃楚和挪用公司款項2080萬港元，罪名成立，入獄6年；而堂弟黃鎮平被控洗黑錢罪，罪名成立，入獄3年。